# Terezie Fučíková
Terezie Fučíková (25. dubna 1936 Praha – 1. července 2025) byla česká lékařka, specializující se v oborech imunologie, alergologie a vnitřního lékařství (s profilací na hepatologii), spoluzakladatelka československé klinické imunologie a v letech 1990–2001 přednostka Ústavu klinické imunologie 1. lékařské fakulty Univerzity Karlovy v Praze.

## Profesní život
V roce 1960 ukončila studium lékařství na Fakultě všeobecného lékařství UK v Praze. Krátce pracovala na Ústavu patologické anatomie 1. lF UK a VFN, v roce 1962 přešla na interní oddělení nemocnice v Obloukové ulici Prahy 10 a od roku 1965 působila na I. interní klinice 1. LF UK. V roce 1968 složila atestaci II. stupně z interní medicíny, roku 1974 obhájila kandidátskou dizertační práci (CSc.). V roce 1972 na klinice spoluzakládala Oddělení klinické imunologie, první takové pracoviště v Československu. Od roku 1978 do sametové revoluce byla prozatímně pověřena jeho řízením. Oficiální vedoucí pozici, ani akademickou kariéru nemohla po invazi 1968 vykonávat, protože byla římskokatolického vyznání a odmítla vstoupit do Komunistické strany Československa.
V roce 1990 se z kliniky vydělil samostatný Ústav klinické imunologie 1. LF UK, jehož byla jmenována přednostkou a do curricula lékařských fakult byl nově zahrnut samostatný předmět imunologie. V roce 1995 získala titul doktor věd (DrSc.) a o rok později byla jmenována profesorkou klinické imunologie a alergologie Univerzity Karlovy.
Byla členkou předsednictev České imunologické společnosti a České lékařské společnosti J. E. Purkyně.

## Soukromý život
Dvakrát se vdala za praktického lékaře Zdeňka Fučíka. Mají spolu syna Zdeňka, restaurátora památek a dceru Terezu, lékařku. Věnovala se také malbě, měla několik výstav.

## Citace
„Paní profesorka se u nás o vznik oboru klinické imunologie významnou měrou zasloužila, je spolu s docentem Jiřím Strejčkem jeho zakladatelkou ... zasloužila se o vznik samostatné specializace v oboru alergologie a klinická imunologie, který v některých státech dosud není... – tím předběhla Evropu i Ameriku skoro o dvacet let.“
Prof. MUDr. Jiřina Bartůňková, DrSc.